# Emneindeksering
Emneindeksering handler om at beskrive et værk ved hjælp af ord med henblik på genfinding.
Et værk kan være en skønlitterær eller faglitterær bog, det kan være et tidsskrift eller en artikel heri, det kan være musik, computerprogram og meget andet.
Med et ord vil der normalt forstås emneord i denne sammenhæng, idet ikke alle ord er velegnede til emneindeksering.